# Manhattan (Illinois)
Manhattan es una villa ubicada en el condado de Will en el estado estadounidense de Illinois. En el Censo de 2010 tenía una población de 7051 habitantes y una densidad poblacional de 414,5 personas por km².

## Geografía
Manhattan se encuentra ubicada en las coordenadas 41°25′13″N 87°58′51″O / 41.42028, -87.98083. Según la Oficina del Censo de los Estados Unidos, Manhattan tiene una superficie total de 17.01 km², de la cual 17.01 km² corresponden a tierra firme y (0%) 0 km² es agua.

## Demografía
Según el censo de 2010, había 7051 personas residiendo en Manhattan. La densidad de población era de 414,5 hab./km². De los 7051 habitantes, Manhattan estaba compuesto por el 94.81% blancos, el 1.12% eran afroamericanos, el 0.23% eran amerindios, el 0.75% eran asiáticos, el 0.03% eran isleños del Pacífico, el 1.56% eran de otras razas y el 1.5% pertenecían a dos o más razas. Del total de la población el 6.31% eran hispanos o latinos de cualquier raza.